# Frankenstein
Frankenstein ali Sodobni Prometej je roman pisateljice Mary Shelley.
Prvič je bil izdan v Londonu leta 1818 in je roman, na katerega sta vplivala gotski roman in romantično gibanje. Je tudi svarilo pred človekovo predrznostjo in industrijsko revolucijo. Roman je imel velik vpliv na literaturo in popularno kulturo in je začel cel žanr srhljivih zgodb in filmov. Nekateri pisatelji, na primer Brian Aldiss, menijo, da je Frankenstein prvi znanstvenofantastični roman.

## Vsebina
Roman govori o mladem švicarskem znanstveniku Victorju Frankensteinu, ki na v tistih časih ugledni univerzi v Ingolstadtu ustvari umetnega človeka. Victorju poskus uspe, vendar je umetni človek nasilna pošast, ki ubije Victorjevega brata Williama, bratovo ženo Elisabeth in prijatelja Henrija. Pošast je tudi kriva za smrt Victorjevega očeta Alphonsa in njegove služkinje Justine. Zanimivo je, da začetnice imen vseh žrtev tvorijo besedo jahve (Jahve je judovski naziv za Boga). Pošast je v romanu kljub svoji surovosti predstavljen kot čuteča in trpeča. Od svojega stvaritelja zaman zahteva podporo in odgovornost in to je vzrok njenemu nasilju. Svojega stvaritelja ne umori, pač pa mu prizadene neznosne duševne bolečine. Victor je na koncu prav tako osamljen kot je osamljena pošast.